# Santes Creus
Santes Creus oder mit vollständigem Namen Real Monasterio de Santa María de Santes Creus in Spanisch oder Reial Monestir de Santa Maria de Santes Creus in Katalanisch („Königliches Kloster der Heiligen Maria von den Heiligen Kreuzen“) ist eine ausgedehnte zisterziensische Klosteranlage des 12. Jahrhunderts in Katalonien, Spanien, in der Provinz Tarragona, Gemeinde Aiguamúrcia.

## Geschichte
Die Klosteranlage zu den „heiligen Kreuzen“ wurde in der Nähe einer Gruppe von Kreuzen gegründet, die zur Erinnerung an eine Lichterscheinung errichtet wurden. Santes Creus wird zu den angenehmsten und lieblichsten der Zisterzienserklöster gezählt. Verantwortlich für die Gründung ist nicht der königliche Hof, sondern die Familie Montcada unter ihrem Ahn Guillem Ramon II. de Montcada. Für die Anfangszeit wurden für das Zisterzienserkloster Mönche aus der Abtei von Grandselve im französischen Languedoc herbeigeholt. Der damalige Gründungsort ist aber nicht der, an dem das Kloster heute steht. Zweimal zogen die Mönche um. 1158 schließlich ließen sie sich an ihrem heutigen Standort im Tal des Flüsschens Gaià nieder in der Nähe der bereits erwähnten Kreuze.
Der königliche Hof interessierte sich aber bald für das aufblühende Kloster, ließ ihm Privilegien und finanzielle Unterstützung zukommen und bewirkte schließlich, dass das Kloster dem Papst direkt unterstellt wurde. Ab der dritten Generation der Äbte war das Kloster wieder abhängig von Grandselve.
Im 17. Jahrhundert begann der Niedergang der Abtei. Im Verlauf der so genannten desamortización wurde das Kloster 1835 von den Mönchen verlassen.
Im Jahr 1921 wurde die vom Verfall bedrohte Anlage in die Liste der Nationalen Monumente aufgenommen und damit unter den Schutz der Denkmalpflege gestellt. Das Kloster ist heute gemeinsam mit den Klöstern Santa Maria de Poblet und dem Nonnenkloster Santa Maria de Vallbona Bestandteil der Ruta del Cister.

## Klosteranlage

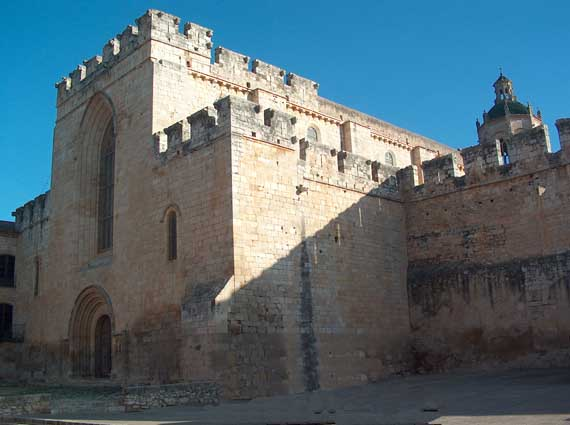
Westfront der Abteikirche

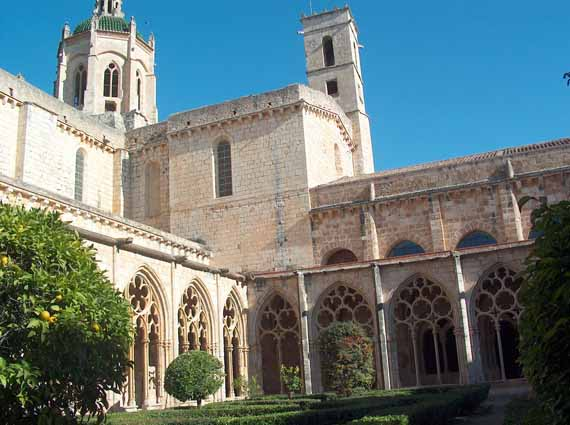
Südöstlicher Teil der Klosteranlage: Abteikirche und Kreuzgang

Der Kirchenbau ist 1174 mit der Fassade begonnen worden; im Jahr 1215 fand die Weihe statt. Die Fassade wirkt außerordentlich streng und schmucklos, fast burgähnlich mit einem oben abschließenden derben Zinnenkranz.
Die dreischiffige sechsjochige Basilika hat eine Länge von 47 Metern, das Mittelschiff hat eine Breite von neun Metern und eine Höhe von 21 Metern, die Seitenschiffe sind fünf Meter breit und zehn Meter hoch.
Die Arbeit an den einzelnen Klosterteilen zog sich über Jahrzehnte hin. Am Kapitelsaal wurde ab 1174 gebaut, das Dormitorium entstand 1191–1225. Die Grundsteinlegung des Kreuzgangs erfolgte 1313, vollendet war er 1341.

## Kreuzgang
Die Hauptattraktion des Klosters ist der gotische Kreuzgang mit seinen hochinteressanten, sehr phantasievollen Kapitellen. Eine Vielfalt von Pflanzen, Tieren, Menschen und Tiermenschen ist mit großer Spielfreude dargestellt, wobei zum Teil der gesamte Bereich der gekuppelten Kapitelle über mehrere Stützglieder hinweg mit einer einzigen Szene gefüllt wird. Ein „tiefer“ theologischer Sinn ist aber im Gegensatz zur benediktinischen Regel offenbar nicht vorhanden. Einige Themen sind: Garten Eden, Erschaffung des Menschen, Erschaffung Evas aus Adams Rippe, Versuchung, Vertreibung etc.; daneben werden verschiedene Handwerksformen gezeigt, jahreszeitliche Arbeiten, Narrenspiele und dämonische Tiergestalten.
Es wird behauptet, dass dieser Kreuzgang der erste gotisch inspirierte von ganz Spanien sei.

## Weitere Klostergebäude

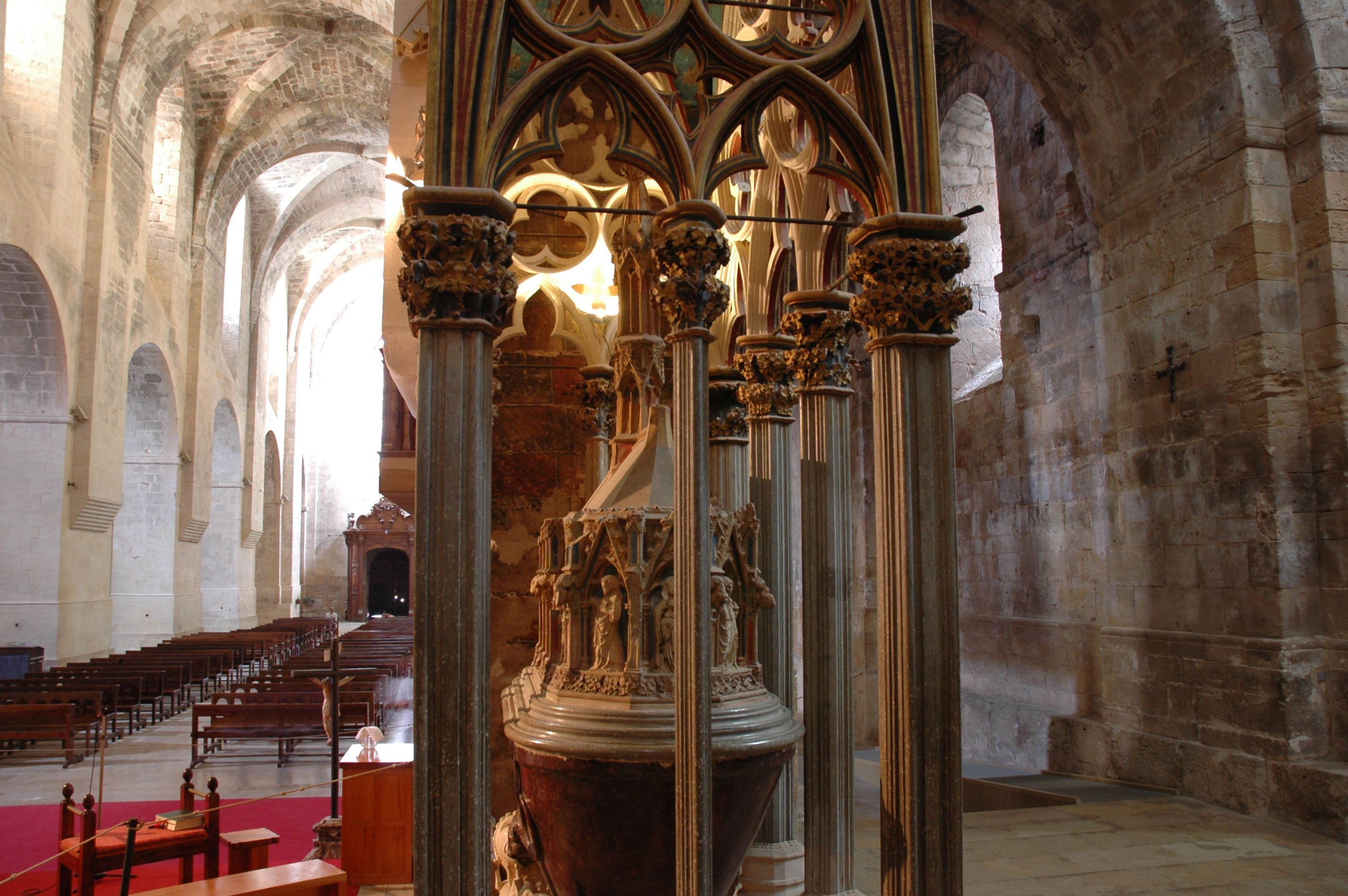
Das Innere der Abteikirche mit dem Königsgrab von Pere el Gran.

Von besonderer Bedeutung ist neben dem Kreuzgang das Dormitorium mit 48,5 Metern Länge und zehn Metern Breite. Elf steinerne Schwibbögen tragen das offene Satteldach. Es ist wesentlich älter als die darunter liegenden Teile des Kreuzganges. Über seine Bauzeit liegen aber unterschiedliche Daten vor. Entweder entstand das Dormitorium ab 1191 oder bereits ab 1173.
Wunderbar erhalten ist ebenfalls der südlich des Kreuzgangs gelegene riesige gotische Weinkeller mit seinen schweren Kreuzrippengewölben und einer einmaligen ‚gruftigen’ Atmosphäre.
Im Vergleich dazu besticht die Abteikirche durch herbe zisterziensische Einfachheit und Strenge. Erwähnenswert sind die Königsgräber, die mit ihrer prunkvollen spätgotischen Ausstattung in diesem Raum beinahe wie Fremdkörper wirken.